# نشأت أكرم
نشأت أكرم عبد علي العيسى هو لاعب كرة قدم عراقي سابق من مواليد 12 أيلول/سبتمبر 1984، لاعب كرة قدم عراقي يلقب بمايسترو خط وسط المنتخب العراقي، لعب مع منتخب العراق لكرة القدم، وهو من أفضل اللاعبين العراقيين بدأ نشأت أكرم لعب كرة القدم في عام 1993 مع نادي القوة الجوية، وفي موسم 1997/1998 انتقل إلى نادي الزوراء، وعاد في موسم 1998/1999 إلى نادي القوة الجوية، وفي موسم 1999/2000 انتقل إلى نادي صلاح الدين، وفي عام 2000 لعب مع نادي الشرطة العراقي، وقد لعب لهم حتى عام 2003، وفي عام 2003 انتقل إلى نادي النصر السعودي، ولعب معهم حتى عام 2004، وبعدها انتقل إلى نادي الشباب السعودي، وقدم مع الشباب مستويات عاليه ومميزه وقد أختير في موسم 2005/2006 كأفضل لاعب أجنبي في الدوري السعودي الممتاز. وتوج هذا الإبداع مع المنتخب العراقي بحصوله على بطولة آسيا عام 2007 وأختير كأفضل لاعب في المباراة النهائية، وانتقل في أغسطس 2007 إلى نادي العين الإماراتي بتاريخ 1/8/ 2007. وعرض عليه في 1 يناير 2008 توقيع عقد مدته سنتان ونصف مع نادي مانشستر سيتي الإنجليزي، إلا أنه أصبح هناك مشاكل من ناحية فيزا العمل البريطاني وتم إلغاء العرض ولعب في نادي تفينتي انشخيده الهولندي. وهو ثالث أفضل لاعب في آسيا عام 2007.وانتقل إلى نادي النصر الإماراتي ويحمل الرقم 55.ثم عاد إلى الشرطة العراقي. ويعمل حاليا محلل في قنوات mbc سبورت الرياضية. في نيسان 2015 أعلن اعتزاله للعب.

## الأنجازات
نادي الشرطة (العراق)
الدوري العراقي الممتاز/ 2012–13
كأس النخبة العراقي/2000، 2001، 2002
نادي الشباب (السعودية)
دوري المحترفين السعودي/ 2005-2006
الغرافة القطري
دوري نجوم قطر/ 2008-2009
كأس أمير قطر/ 2009
تفينتي أنشخيدة
الدوري الهولندي/ 2009-2010
نادي الوكرة
كأس النجوم القطري: 2011–12
البلد
بطولة آسيا للشباب تحت 19 سنة: 2000
بطولة WAFF: 2002
ألعاب غرب آسيا: 2005
كأس آسيا: 2007
انجاز فردي
أفضل لاعب أجنبي في الدوري السعودي 2005/2006
أفضل لاعب عراقي في عامي 2006 و 2008
أفضل لاعب في نهائي كأس آسيا 2007
تم اختياره لكأس آسيا 2007 All-Star XI
حصل على المركز الثالث في جائزة أفضل لاعب كرة قدم آسيوي لعام 2007
أفضل لاعب خط الوسط في FIFA لعام 2007
أفضل لاعب آسيوي في جائزة كرة القدم الدولية لعام 2009
حصل على لقب ثاني أفضل لاعب في تاريخ الشرطة
فريق العقد العراقي لكرة القدم: 2010-2019

## نشأت اكرم ضد ريال مدريد
في 15 مايو 2008، على الرغم من توقيع نشأت أكرم للغرافة، تلقى أكرم دعوة من النصر السعودي للمشاركة في أسطورة نادي تكريم شهادة ماجد عبد الله في 20 مايو ضد نجوم ريال مدريد. في 20 مايو 2008، لعب نشأت أكرم مع النصر ضد ريال مدريد لمدة 75 دقيقة، في الدقيقة 53 ساعد نشأت أكرم الهدف الأول وسجل الهدف الثاني في الدقيقة 55. انتهت المباراة بنتيجة 4-1 لصالح النصر.

## نادي تفينتي الهولندي
في 19 مايو 2009، وقع لاعب الوسط العراقي الدولي عقدًا مدته ثلاث سنوات مع إف سي توينتي في هولندا، وهو ينتقل مجانًا حتى عام 2012 وكان يلعب سابقًا مع نادي الغرافة القطري. فاز تفينتي بالدوري الهولندي في 2009/10.
في 10 يونيو 2010، تم الإفراج عن نشأت وألغى عقده لمدة عامين المتبقي مع بطل هولندا إف سي توينتي بعد أن واجه العديد من الصعوبات مع النادي، مثل إصابة أبقته خارج الملعب لأكثر من 8 أسابيع.

## كاد ان يحترف في أوروبا
في 1 أغسطس 2007، وقع نشأت أكرم عقدًا لمدة عام واحد مع نادي العين الإماراتي مقابل مليون دولار، كما كان مرتبطًا بإنجلترا مع سندرلاند. خلال فترة الانتقالات الحالية (يناير 2008) ، وافق أكرم على صفقة للتوقيع مع فريق مانشستر سيتي من سفين-جوران إريكسون بعد فترة تجربة ناجحة. ووصف السويدي بأنه «لاعب كرة قدم أنيق»، ولكن أكرم رفض تصريح العمل اللازم بسبب تصنيف العراق الفيفا خارج قائمة أفضل 70 دولة في ذلك الوقت. بعد انتقاله غير المؤكد، عاد نشأت إلى العين وأنهى الفريق المركز السادس (من أصل 12) في الدوري هذا الموسم. بعد ذلك الموسم وقع مع الغرافة على نقل مجاني.
- 2007
- 2007

## وصلات خارجية
- نشأت أكرم على موقع الاتحاد الدولي (مؤرشف)  (الإنجليزية)
- نشأت أكرم على موقع قاعدة بيانات كرة القدم.إي يو (الإنجليزية)
- نشأت أكرم على موقع بيانات كرة القدم. دي إي (الألمانية)
- نشأت أكرم على موقع ناشيونال فوتبول تيمز (الإنجليزية)
- نشأت أكرم على موقع عالم كرة القدم.نت (الإنجليزية)
- نشأت أكرم على موقع كووورة
- نشأت أكرم على موقع اللجنة الأولمبية الدولية (الإنجليزية)
- نشأت أكرم على موقع أوليمبيديا (الإنجليزية)
- الموقع الرسمي (بالعربية) (بالإنجليزية)
- صفحة نشأت أكرم على موقع عراق سبورت
- منتدى معجبي نشأت أكرم